# آن ألدريش
آن ألدريش (بالإنجليزية: Ann Aldrich)‏ هي محامية وقاضية أمريكية، ولدت في 28 يونيو 1927 في بروفيدنس في الولايات المتحدة، وتوفيت في 2 مايو 2010 في كليفلاند في الولايات المتحدة.